# بريت أتوود
بريت أتوود (بالإنجليزية: Brett Atwood)‏ هو صحفي أمريكي، ولد في 1968 في الولايات المتحدة.

## وصلات خارجية
- الموقع الرسمي